# Курган Швайківці I
Курган Швайківці I — щойновиявлена пам'ятка археології в селі Швайківцях Заводської громади Чортківському районі Тернопільської области України.

## Відомості
Розташована на схід від південно-східних околиць села, між дорогою на с. Пробіжна та ЛЕП.
У 2007 р. на околицях Швайківців працівник Тернопільської обласної інспекції охорони пам'яток Василь Ільчишин та археологічна експедиція Інституту українознавства імені І. Крип'якевича НАН України під керівництвом наукового співробітника Миколи Бандрівського, спільно зі студентами Тернопільського національного педагогічного університету ім. В. Гнатюка виявили усипальницю VI століття до н. е. (сколотська культура) з похованням представника тодішньої військової аристократії. У кургані було знайдено, зокрема, унікальні артефакти — залізну бойову сокиру із залишками дерев'яного руків'я та рештки панцира (понад 800 залізних пластин-лусок).